# Arc de la Plana
L'Arc de la Plana és un arc gòtic a l'entitat de població de La Plana, al municipi d'Alcover (l'Alt Camp) protegit com a Bé Cultural d'Interès Local. L'arc està situat a l'entrada del llogaret de la Plana, adossat al mur de Cal Groc, damunt un petit estany de caràcter decoratiu. Es tracta d'un arc apuntat format per dovelles regulars de pedra arenisca local, anomenada saldonera.

En el seu origen, l'arc formava part de la casa dels monjos, construïda a la Plana, i que va ser aterrada en la dècada dels anys seixanta. El lloc que ocupava aquesta casa, avui es troba destinat a zona enjardinada, i l'arc té una funció decorativa.